# Тьєрра-Боніта (Техас)
Тьєрра-Боніта (англ. Tierra Bonita) — переписна місцевість (CDP) в США, в окрузі Камерон штату Техас. Населення — 179 осіб (2020).

## Географія
Тьєрра-Боніта розташована за координатами 26°16′22″ пн. ш. 97°49′40″ зх. д. / 26.27278° пн. ш. 97.82778° зх. д. (26.272699, -97.827639).  За даними Бюро перепису населення США в 2010 році переписна місцевість мала площу 2,35 км², уся площа — суходіл.

## Демографія
Згідно з переписом 2010 року, у переписній місцевості мешкала 141 особа в 35 домогосподарствах у складі 30 родин. Густота населення становила 60 осіб/км².  Було 35 помешкань (15/км²).
Расовий склад населення:
| - 51,8 % — білих - 4,3 % — чорних або афроамериканців - 43,3 % — осіб інших рас |

До двох чи більше рас належало 0,7 %. Частка іспаномовних становила 95,7 % від усіх жителів.
За віковим діапазоном населення розподілялося таким чином: 38,3 % — особи молодші 18 років, 54,6 % — особи у віці 18—64 років, 7,1 % — особи у віці 65 років та старші. Медіана віку мешканця становила 25,5 року. На 100 осіб жіночої статі у переписній місцевості припадало 107,4 чоловіків;  на 100 жінок у віці від 18 років та старших — 117,5 чоловіків також старших 18 років.
Цивільне працевлаштоване населення становило 37 осіб. Основні галузі зайнятості: науковці, спеціалісти, менеджери — 70,3 %, освіта, охорона здоров'я та соціальна допомога — 29,7 %.